# Euangerona valdiviae
Euangerona valdiviae là một loài bướm đêm trong họ Geometridae.